# Barnum Brown
Barnum Brown (12 de febrer de 1873, Carbondale, Kansas - 5 de febrer de 1963) fou un paleontòleg estatunidenc.